# Villafans
Villafans é uma comuna francesa na região administrativa de Borgonha-Franco-Condado, no departamento de Alto Sona. Estende-se por uma área de 6,44 km². Em 2010 a comuna tinha 217 habitantes (densidade: 33,7 hab./km²).